# 猪脸女

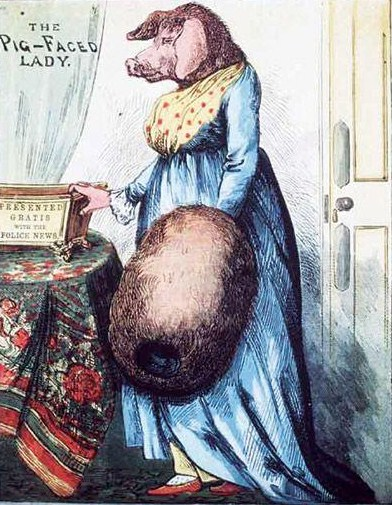
1882年的一张猪脸女印刷画，来自 The Illustrated Police News

猪脸女的传说大约在17世纪30年代后期同时起源于荷兰，英格兰和法国。这类故事的主人公通常是一位富有的女性，她有着正常人的身体，但脖子以上是猪的头部。
在这类故事的早期版本里，女人的猪脸外观是由巫术导致的。在她的婚礼当天，猪脸女的新婚丈夫需要作出选择：是希望她只在自己面前展现美貌、用猪脸面对他人，还是希望她只在与自己独处时是猪脸、在他人面前保持美丽的面容。当她的丈夫告诉她选择权在她自己手上时，妖术就被打破了，她的猪脸外观也随之消失。这些故事在英格兰、以及后来的爱尔兰都特别受欢迎。
之后故事中的魔法元素逐渐消失，猪脸女的存在开始被视为事实。这类故事在19世纪初期的都柏林流传十分广泛，当地普遍认为18世纪隐居的慈善家 格瑞瑟达·斯蒂文是因为猪脸的样貌才将自己隐藏着大众的视线之外。1814年末至1815年初，猪脸女的谣言席卷伦敦，称一位有着猪脸的女人生活在马里波恩。猪脸女的存在被广泛报道为事实，大量声称是猪脸女肖像的画作也被发表出来。 由于大众普遍相信猪脸女真实存在，马戏团表演者不择手段地在集市上展示活生生的“猪脸女”。这些被展示的都不是真正的女性，而是穿着女人衣服的剃光了毛的熊。
后来猪脸女的信仰热度消退，最后一份关于猪脸女真实存在的重要作品发表于1924年。如今，这个传说几乎被遗忘了。

## 基本要素
不同版本的猪脸女故事有着不同的细节，但他们都有相同的基本故事构架。故事中会有一个带小孩的乞丐接近一位贵族孕妇，后者会将乞丐轰走，这么做后她还会以某种方式将乞丐的孩子比做猪。乞丐会诅咒这位贵族孕妇，之后贵妇分娩出的女婴十分健康，和常人一致，除了有一张猪的脸庞。
女孩健康地长大成人，但有些行为举止很像猪。她会从一个银子做的猪食槽里吃饭，并且只能发出呼噜呼噜的声音。作为父母的独生子，她会继承一大笔财产，但她的父母很担心自己死后她该如何生活下去。因此他们达成了协议，要么找一个愿意娶她的男人，要么就把钱全部捐给一所医院，条件是医院在他们死后会一直照顾他们的女儿。
尽管故事差不多同时起源于荷兰，英格兰，和法国，只有在英格兰和后来的爱尔兰这个故事才变得广为人知，人们深信不疑。1861年查尔斯·狄更斯对英国猪脸女传说的经久不衰这样评论道：“我想，在每个时期，都存在那么一位猪脸女。”

## 故事起源
虽然在早期传说故事里有动物外貌的人十分常见，但在17世纪之前没有任何猪脸人物出现在欧洲故事里的记录。（1829发表在科学文学与艺术季刊 中的一篇论文称，早在1595年该传说就在巴黎流传开来，但论文没有提供任何细节或确凿证据。）最早的猪脸女传说似乎同时起源于英格兰，荷兰和法国，并于1639年盛行于英格兰。荷兰历史学家、古文物学家格里·雅克布·布肯欧赫在1904年发表于民俗杂志的一篇论文中表示，猪脸女传说最早出现的版本可以追溯到1638或1639年。
目前保留下来的最早版本是一本荷兰语的书，故事的主人公是一名名叫加科米钦·雅各布的阿姆斯特丹女子。1621年的某天，怀孕的雅各布走近了一个带着三个孩子的女乞丐，乞丐向她恳求道自己的孩子们正在挨饿。雅各布告诉她“带走你的脏猪们，我不会给你任何东西”。女乞丐回答说“你说我的孩子们是猪？上帝会赐给你和我一样的猪孩子！”。雅各布的女儿出生后头部和脸部就是猪的样子。在该书出版的1638-39年间，她的女儿正处在青少年时期，据说要从食槽里吃东西，还用呼噜声与人交流。
本德森(2006)推测，猪脸的女人的传说源于另外两个早期故事的融合。一个中世纪荷兰传说，亨内伯格的玛格丽特，讲述了一位有钱的贵妇人拒绝施舍一个带着双胞胎的乞丐于是自己受到惩罚生育了365个孩子的故事。在另一个类似的法国民间故事中，一位身份存疑的贵妇把乞丐儿童称呼为“小猪”，并生下了一窝九只猪崽。
1864年 罗伯特·钱伯斯 提出了另一种该故事起源的重要理论，他认为这个故事源自真实人物，一名在17世纪初出生时就带有的面部畸形类似猪脸的儿童，语言障碍又使她只能发出呼噜的声音。那时畸形学 （研究天生缺陷和生理异常的学科）才刚刚起步，大众还普遍相信产妇印象理论（即一个怀孕的妇女可以影响她未来孩子的外观的想法）。很可能一个真正的畸形儿出生之后，为了解释她的外貌，乞丐的故事作为一种可能性出现了，而故事中的其他元素的故事被出版社添油加醋或者篡改了。钱伯斯推测，那个畸形的孩子可能有与朱莉娅·帕斯特罗娜类似的外表，这名妇女患有 多毛症，还有扭曲的的面部特征（尽管不是猪脸），并且曾在欧洲和北美洲被广泛展出，直到她于1860年去世，然后她经过防腐处理的尸体一直被展出到了20世纪70年代。然而，尽管1952年时有一个面似猪脸的死胎记载，迄今为止，从来没有这种畸形的人类出生之后尚能存活长大的可靠记录，但所有版本的猪脸女人的故事都将主角描述为一个健康的成年人。

## 十八世纪
在18世纪的英国，猪脸女人的故事开始被当作事实报道。曾担任过塞缪尔·皮普斯 的仆从的詹姆斯·帕里·杜勒西斯 在他的《人类奇异与畸形出生简史》(作于1731-33年)一书中讲述了一个住在伦敦市中心霍尔本区的猪脸女人的故事，这本书后来被广泛地再版传阅。1850年，一篇在《爱丁堡周刊杂志》上发表的文章追忆了“一位头脑清醒、受人尊敬的九十多岁的老妇人”的故事。文章中的老人提到自己的母亲与一位长着猪脸的妇女非常熟悉。这位妇女出生于苏格兰，但住在伦敦，老人的母亲经常去拜访她位于斯隆街的家。1800年，约翰·皮茨在伦敦出版了《猪脸女士》一书。1815年，《泰晤士报》上刊登的一篇社论记叙了许多流传于1764年和17世纪80年代流传的报道，这些报道都描述了一名生活在伦敦的猪脸女子
。

## 十九世纪的集市展览
在1814-1815年的猪脸女恐慌之后，猪脸女的展览在集市上变得流行起来。威廉·王尔德记载过，一副名为《神奇的阿特金森夫人》的画作在19世纪早期的爱尔兰博览会上很受欢迎，而规模较大的博览会上则会展示用纸浆或蜡塑造的猪脸女。有证据表明，1828年巴塞洛缪博览会上展出过一个活着的猪脸女人，而且可能在前几年也展出过。（根据1861年乔治·劳埃德的回忆，1828-29年间在韦克菲尔德展出的猪脸女子，可能与1828年在巴塞洛缪博览会上展出的猪脸女是同一人。）在1843年海德公园的一个展览会上，“史蒂文斯夫人，神奇的猪脸女士”被展出，并且用呼噜声回答观众的问题。

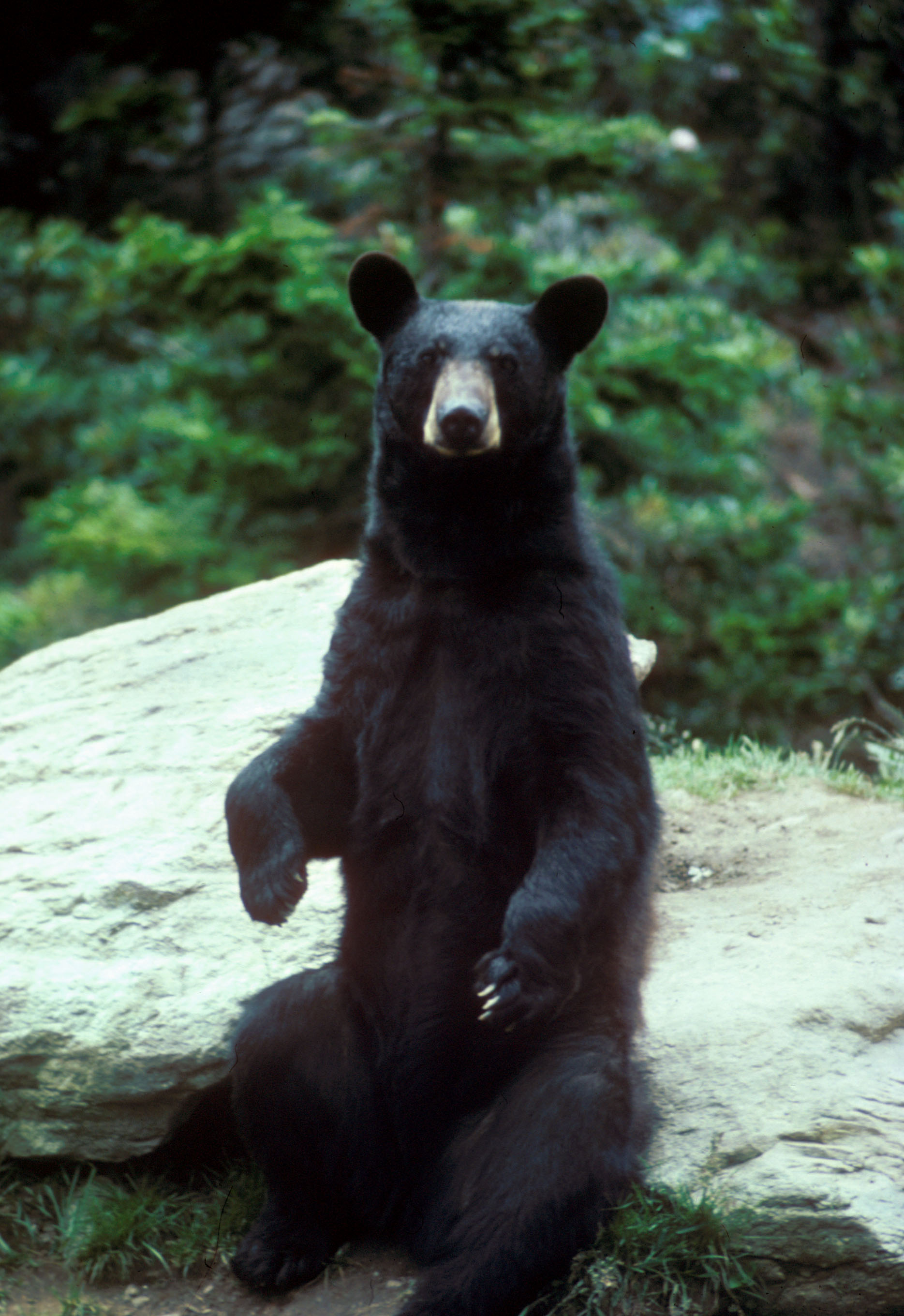
一头以类似人类姿势坐立的熊.

在集市上展出的那些长着猪脸的女人并不是真的。展出者会用给一头熊喂大量烈性啤酒来使之进入昏迷状态，然后给它剃毛。剃光之后，醉熊会被穿戴上人造乳房，女人的衣服还有假发。熊的后爪上绑着鞋子，前爪上还要戴手套。然后熊会被牢牢地绑在一个椅背上有洞的椅子上。
一旦熊穿好衣服坐到椅子上，观众就可以进入帐篷。展出者会告诉观众，猪脸女不会说话，但可以回答向她提出的问题，一声呼噜代表“是”，两声代表“否”。观众会问她一些问题，然后一位后台人员会用一根棍子戳熊，让它发出咕噜咕噜的声音回答问题。之后猪脸女会在一个银色的水槽里吃一顿由稀饭、啤酒和苹果构成的大餐。“猪脸女”的展示变得极为流行，以至于1861年查尔斯·狄更斯这样评论道——“没有猪脸女的集市不完整”。 这种类型的展览在都柏林特别受欢迎；不过19世纪80年代在普利茅斯举行的一次展览就不那么成功，一个心怀疑惑的暴民在帐篷里扯下了一个“猪脸女”身上的假发和帽子，并且开始攻击展出者。熊最终的命运无从得知。

## 传说的消逝
1814-15年间伦敦的猪脸女热潮和巴黎的后续骗局是主流媒体最后一次将猪脸女报道为事实。19世纪60年代，猪脸女的展览逐渐失去了热度，尽管相关展出一直持续到了19世纪80年代。如今这个传说几乎被人遗忘了。
虽然斯蒂文医生的医院依然存在，现在成为了卫生服务执行部门的总部而非仍在运营的医院，但在19世纪中期的时候，医院里展示猪脸女纪念品的活动就已经停止了。 一幅由格里赛达·斯蒂文委托绘制的用以反驳那些关于她的外貌的画像，至今还挂在医院的大厅里。

最后一部将猪脸女人的存在视为事实的重要作品是1924年出版的《幽灵，有益与有害》，作者是鬼魂猎人和超自然研究者艾略特•奥唐纳。奥唐纳声称一个猪脸女的鬼魂常出没于切尔西的一栋房子内。奥唐纳还将鬼魂称作是“邪恶元素，精神世界中所有居民里最有害的”。他描述了住在这所房子里的牧师“H先生”和他的家人是如何被鬼魂诱惑的。鬼魂隐藏着她的面孔，使牧师“H先生”醉酒，让他的孩子们虐待动物，直到他们的行为变得像猪一样。然后她对震惊的家人露出了自己的面貌，之后这一家人立即搬出了这栋房子。
"她身形优美，就像月光下的象牙一样闪闪发光，看上去像个女人，但脸却是一张非常怪诞可憎的动物的脸。在人类脸颊的地方，是一大团白色的、有害健康的肥肉; 鼻子像猪拱嘴一样，嘴巴是一条巨大的裂缝，长满了丑陋扭曲的长牙; 与此同时，整体五官让人联想到一头长相扭曲、面目恐怖的猪，与人类相比，这头猪落在脖子和肩膀周围一圈闪闪发光的金色头发——显然是一头女人的头发——更加令人心酸。当他们的父亲打开房门的时候，孩子们仍然呆呆地望着它，惊恐得说不出话来。就在打开房门的瞬间，那个身影慢慢地消失了。"

## 引用与参考文献

### 引用
1. 1 2 3 4 5 6  Chambers 1864，第255頁.
2. 1 2 3 4 5  Bondeson 2006，第86頁.
3. 1 2 3  Dickens 1861，第333頁.
4. 1 2  Bondeson 2006，第87頁.
5. ↑  Wadd 1829，第38頁.
6. ↑  Bondeson 2006，第86–87頁.
7. ↑  Bondeson 2006，第45頁.
8. ↑  Bondeson 2006，第88頁.
9. ↑  Burton 1837，第211頁.
10. ↑  Bondeson 2006，第74頁.
11. ↑  Bondeson 2006，第74–75頁.
12. ↑  Chambers 1850，第107頁.
13. ↑  Rollins 1922，第450頁.
14. ↑  . News. The Times (9446) (London). 16 February 1815. col G, p. 3. 模板中使用了待废弃的参数 (subscription required)
15. ↑  Bondeson 2006，第84–85頁.
16. 1 2  Bondeson 2006，第84頁.
17. 1 2 3 4 5 6  Bondeson 2006，第85頁.
18. ↑  Chambers 1864，第257頁.
19. ↑  Bondeson 2006，第85–86頁.
20. 1 2 3  Bondeson 2006，第89頁.
21. ↑  Bondeson 2006，第83頁.
22. ↑  O'Donnell 1924，第229頁.
23. 1 2  O'Donnell 1924，第239頁.
24. ↑  O'Donnell 1924，第234頁.
25. ↑  O'Donnell 1924，第237頁.
26. ↑  O'Donnell 1924，第236頁.
27. ↑  O'Donnell 1924，第238–239頁.